# Lasius reginae
Lasius reginae es una especie de hormiga de la familia Formicidae. Es endémica de Austria y países cercanos.